# Craspedosis scordylodes
Craspedosis scordylodes är en fjärilsart som beskrevs av James John Joicey och Talbot 1917. Craspedosis scordylodes ingår i släktet Craspedosis och familjen mätare. Inga underarter finns listade i Catalogue of Life.